# Georges Vandenberghe
Georges Vandenberghe (Oostrozebeke, 28 december 1941 - Brugge, 23 september 1983) was een Belgisch wielrenner. Hij was beroepsrenner van 1963 tot 1972.
In 1966 behaalde Vandenberghe de derde plaats in de Ronde van Vlaanderen. In hetzelfde jaar won hij een etappe in de Ronde van Frankrijk en een jaar later schreef hij ook een etappe in de Ronde van Italië op zijn naam.
Tijdens de Ronde van Frankrijk van 1968 droeg Vandenberghe elf dagen de gele trui. Hij veroverde de trui in de vijfde etappe, nadat hij enkele keren deel had uitgemaakt van een ontsnapping. Aangezien Vandenberghe niet bekend stond als een begaafd klimmer, was de algemene verwachting dat hij de trui in de Pyreneeën weer zou verliezen, maar tegen de verwachtingen in wist hij ook in de bergen bij de favorieten te blijven en de leiding in het algemeen klassement te behouden. Uiteindelijk werd hij pas in de zestiende etappe uit het geel gereden nadat hij meer dan negen minuten verloor op renners als Herman Vanspringel en Jan Janssen.
In 1969 en 1970 maakte Vandenberghe deel uit van de wielerploeg Faema / Faemino-Faema, waarmee hij in de Ronde van Frankrijk in beide jaren een ploegentijdrit won en kopman Eddy Merckx aan zijn eerste twee tourzeges hielp.
Vandenberghe overleed op 23 september 1983 op 41-jarige leeftijd aan een hartaderbreuk. Hij werd begraven in Dudzele.

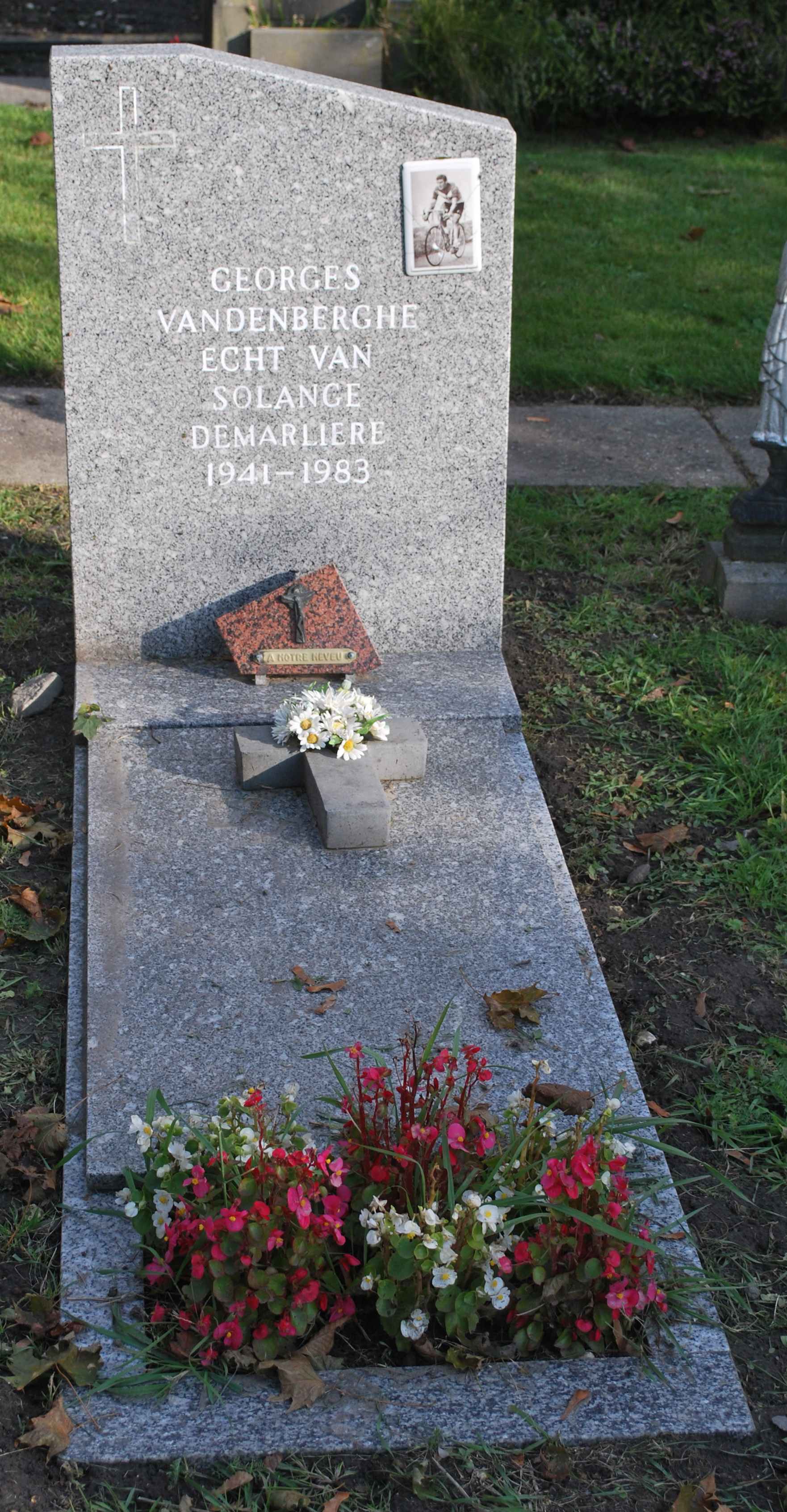
Graf van Vandenberghe in Dudzele

## Belangrijkste overwinningen
1960
- Hooglede

1961
- Eindklassement Ronde van Henegouwen, Amateurs

1962
- Eindklassement Berliner Etappenfahrt
- Omloop van de Westhoek
- 2e etappe Ronde van Luik

1963
- Moorsele
- Anzegem
- Schoonaarde
- Ruiselede

1964
- Moorsele
- Omloop der Zuid-West-Vlaamse Bergen
- 9e, 12e (deel b) en 14e etappe Ronde van Portugal
- Puntenklassement Ronde van Portugal
- Sint-Andries
- Westrozebeke

1966
- 13e etappe Ronde van Frankrijk

1967
- Edingen
- 13e etappe Ronde van Italië
- Ronde van Oost-Vlaanderen
- Machelen

1968
- Assebroek

1969
- 1e etappe deel B Ronde van Frankrijk (ploegentijdrit met Eddy Merckx, Guido Reybrouck, Pietro Scandelli, Roger Swerts, Julien Stevens, Martin Van Den Bossche, Victor Van Schil, Joseph Spruyt, Frans Mintjens)

1970
- 4e etappe Ronde van Catalonië
- 4e etappe Setmana Catalana de Ciclisme
- GP du Tournaisis
- 3e etappe deel A Ronde van Frankrijk (ploegentijdrit met Eddy Merckx, Italo Zilioli, Etienne Antheunis, Jos Huysmans, Roger Swerts, Victor Van Schil, Joseph Bruyère, Joseph Spruyt, Frans Mintjens)

1971
- Sirault

## Resultaten in voornaamste wedstrijden
| Jaar | Ronde van Italië | Ronde van Frankrijk | Ronde van Spanje |
| ---- | ---------------- | ------------------- | ---------------- |
| 1964 |                  |                     |                  |
| 1965 | 40e              | 39e                 |                  |
| 1966 |                  | 60e (1)             |                  |
| 1967 | 42e (1)          | 45e                 |                  |
| 1968 | 53e              | 18e                 |                  |
| 1969 |                  | 56e (1)             |                  |
| 1970 | 70e              | opgave (1)          |                  |
| 1971 |                  | 42e                 |                  |

| Jaar | Milaan-San Remo | Gent-Wevelgem | Ronde van Vlaanderen | Parijs-Roubaix | Amstel Gold Race | Luik-Bast.‑Luik | E3 Harelbeke | Parijs-Tours | Waalse Pijl |
| ---- | --------------- | ------------- | -------------------- | -------------- | ---------------- | --------------- | ------------ | ------------ | ----------- |
| 1964 |                 | 7e            |                      |                |                  |                 | 5e           |              |             |
| 1965 |                 | 25e           |                      |                |                  |                 | 7e           | 11e          |             |
| 1966 | 84e             | 47e           | ↑                    | 28e            |                  |                 |              |              |             |
| 1967 |                 | 12e           | 12e                  | 4e             |                  | 4e              |              | 39e          | 10e         |
| 1968 | 16e             | 23e           |                      |                |                  |                 |              |              | 19e         |
| 1969 |                 |               |                      |                | 16e              |                 |              |              |             |
| 1970 | 15e             |               |                      | 11e            | 20e              |                 | 10e          |              | 38e         |
| 1971 |                 | 15e           |                      |                |                  |                 |              |              |             |